# 穆仪兹 (法蒂玛哈里发)
穆仪兹（阿拉伯语：ابو تميم معد المعزّ لدين الله，拉丁化转写：Abū Tamīm Maʿad al-Muʾizz li-Dini Allah，932年9月26日—975年12月19日），法蒂瑪王朝第四代哈里发，953年至975年在位。
穆仪兹是法蒂玛王朝第三代哈里發伊斯瑪儀·曼蘇爾之子。他在位期間，法蒂瑪王朝征服埃及，並建立了新都開羅。

### 政策
穆仪兹在位期间改革财政体制并谋求经济发展，废除苛捐杂税并取缔黑市；采取宗教宽容政策，埃及本地基督教徒是获益者，科普特人借此重建了被毁的教堂并增进社会地位。